# Guy Hendrix Dyas
Guy Hendrix Dyas (20 de agosto de 1968) é um diretor de arte britânico. Foi indicado ao Oscar de melhor direção de arte em duas ocasiões: na edição de 2011 por Inception e na edição de 2017 pelo filme Passengers.